# Yun Suk-young
Yun Suk-young (Hangul: 윤석영; født 13. februar 1990) er en sydkoreansk fodboldspiller, der i øjeblikket spiller for Kashiwa Reysol.